# 北日本マルチメディア放送
北日本マルチメディア放送株式会社（きたにほんマルチメディアほうそう）は、かつて存在した移動受信用地上基幹放送の認定基幹放送事業者である。

## 概要
地上アナログテレビ放送停波後のVHF-Low帯（90-108MHz）を利用するマルチメディア放送「i-dio」の認定基幹放送事業者である。
i-dioは6広域圏と北海道の7放送対象地域でのマルチメディア放送を企図したもので、同社は東北広域圏と北海道の番組編成を担当した。主要株主は、i-dioの統括会社である株式会社ジャパンマルチメディア放送（旧・BIC）、ジャパンエフエムネットワーク、エフエム北海道、エフエム仙台。
2018年（平成30年）に宮城局・喜多方局が開局し宮城県と福島県の各一部で、2019年（平成31年）に札幌局が開局し北海道の一部で放送を開始した。なお、喜多方局は喜多方市が導入した災害情報伝達システムV-ALERT対応局であった。
しかし2019年（令和元年）、エフエム東京のTOKYO SMARTCASTに対する不正な株取引に端を発した粉飾決算によりi-dioの業績不振が表面化し、北日本マルチメディア放送も赤字が累積。エフエム東京はi-dioの事業継続を断念した。
2020年（令和2年）に放送を終了。以降は喜多方局のV-ALERT業務のみ継続していたが、2022年（令和4年）にこれも終了し解散した。

## 事業収支
決算公告から抜粋。
| 年度       | 総資産  | 資本金 | 資本剰余金 | 累積損失 | 当期純損失 | 出典           |
| ---------- | ------- | ------ | ---------- | -------- | ---------- | -------------- |
| 平成29年度 | 144,381 | 85,310 | 64,710     | 7,109    | 3,785      | 第9期決算公告  |
| 平成30年度 | 268,502 | 85,310 | 64,710     | 44,094   | 36,985     | 第10期決算公告 |
| 令和元年度 | 268,502 | 85,310 | 64,710     | 108,433  | 64,338     | 第11期決算公告 |
| 令和2年度  | 54,771  | 85,310 | 64,710     | 117,157  | 8,724      | 第12期決算公告 |
| 令和3年度  | 26,618  | 85,310 | 64,710     | 124,582  | 7,424      | 第13期決算公告 |
| 単位は千円 |         |        |            |          |            |                |

## 沿革
- 2009年（平成21年）10月7日 - 北日本マルチメディア放送株式会社設立[8]。
- 2018年（平成30年）
  - 4月27日 - 東北広域圏の移動受信用地上基幹放送の業務認定を取得[9]。同日、基幹放送局提供事業者であるVIPが宮城局・喜多方局の免許取得。
  - 5月1日 - 宮城局・喜多方局開局、東北広域圏での放送開始[10]。
- 2019年（平成31年/令和元年）
  - 3月11日 - 北海道の移動受信用地上基幹放送の業務認定を取得[11]。同日にVIPが札幌局の免許取得。
  - 4月1日 - 札幌局開局、北海道での放送開始[12]。
  - 12月25日 - ジャパンマルチメディア放送および他の認定基幹放送事業者5社と共に2020年3月31日をもってi-dioを終了[13]、但しV-ALERTは継続[14]と発表。
- 2020年（令和2年）3月31日 - 正午に放送終了[15]、宮城局・札幌局廃局[16]。
- 2022年（令和4年）
  - 12月 - 喜多方局廃局[16]。
  - 12月13日 - 株主総会で解散を決議[17]。
- 2023年（令和5年）3月31日 - 清算結了により登記閉鎖[18]、法人格消滅。